# Lucy Walkerová (horolezkyně)
Lucy Walkerová (1836 – 10. září 1916) byla britská horolezkyně, která jako první žena na světě zdolala Matterhorn, sedmý nejvyšší vrchol Alp na hranicích Švýcarska a Itálie. Lucy Walkerová má na svém kontě ženské prvovýstupy na celkem šestnáct alpských vrcholů – kromě Matterhornu například na Eiger, Monte Rosu, Strahlhorn, Grand Combin, Balmhorn a další.

## Životopis
Lucy Walkerová se narodila v roce 1836 v Britské Severní Americe (pozdější Kanada), kam rodina přišla ze Skotska. Manželé Walkerovi, Francis Walker a Jane McNeilová s dětmi Lucy a Horacem se po několika letech odstěhovali do anglického Liverpoolu.
Vysokohorské turistice a horolezectví se začala Lucy Walkerová věnovat v roce 1858 na radu lékaře, který jí doporučil tyto aktivity jako prostředek proti revmatismu. Tyto výpravy podnikala se svým otcem Francisem (Frankem), liverpoolským obchodníkem, a bratrem Horacem Walkerem (1838 – 1908), který se později zapsal do historie horolezectví četnými prvovýstupy. Frank i Horace Walkerovi byli členy londýnského Alpine Clubu, který byl jako první horolezecký spolek na světě založen v roce 1857. Na vysokohorských výpravách v Alpách je zpravidla doprovázel švýcarský horský vůdce Melchior Anderegg.
V roce 1871 se Lucy Walkerová doslechla, že její velká soupeřka Marguerite Brevoortová (1825–1876), americká horolezkyně, zvaná zkráceně „Meta“, se chystá zdolat Matterhorn. V té době již měla Lucy Walkerová na svém kontě četné výstupy na alpské vrcholy – prvovýstup (společně s otcem, bratrem a s Jakobem a Melchiorem Andereggovými) na Balmhorn (21. července 1864), první ženský výstup na Eiger (25. července 1864), dále výstupy na Wetterhorn (1866), Lyskamm (1868) a Piz Bernina (1869). Lucy Walkerová rychle zorganizovala svou horolezeckou skupinu a 22. srpna 1871 se jí podařilo (údajně v bílých kartounových šatech, které obvykle nosila při svých horských túrách) jako první ženě dosáhnout vrcholu Matterhornu. Stalo se tak pouhých šest let poté, co vrcholu dosáhl Edward Whymper se skupinou lezců, z nichž část při sestupu z hory tragicky zahynula. Za svůj výkon byla Lucy Walkerová nejen oslavována, ale některými odpůrci ženské emancipace ve viktoriánské Anglii i kritizována.
Lucy Walkerová během svého aktivního života uskutečnila celkem 98 výstupů, mezi nimi 28 úspěšných výstupů na vrcholy s nadmořskou výškou přes 4000 metrů. Byla členkou britského Ženského Alpského klubu (Ladies' Alpine Club), založeného v prosinci roku 1907. V roce 1913 byla zvolena v pořadí druhou předsedkyní tohoto klubu a ve funkci setrvala do roku 1915. Lucy Walkerová zemřela ve svém domě v Liverpoolu 10. září 1916.